# Andrei Konchalovsky
Andrei Konchalovsky (russo: Андрей Сергеевич Михалков-Кончаловский) (nascido em 20 de agosto de 1937) é um cineasta da Rússia.

## Primeiros anos
Andrey Sergeyevich nasceu em Mikhalkov, Moscou, na Rússia em uma família aristocrática de Mikhalkovs. Ele mudou seu nome para Andrei e usou o sobrenome do seu avô materno (Konchalovsky) para usar como seu nome artístico. Ele é irmão de Nikita Mikhalkov e filho de Sergei Mikhalkov.
Ele estudou por dez anos no Conservatório de Moscovo, se preparando para a carreira de pianista. Em 1960, entretanto, ele conheceu Andrei Tarkovsky e co-roteirizado seu filme Andrei Rublev (1966).

## Carreira
Andrey Konchalovsky lançou diversos filmes na Rússia e com isso ganhou prestígio internacional. Em 1979 ele foi indicado ao Urso de Prata, o que fez que ele se transferisse para os Estados Unidos em 1980. Em Hollywood lançou filmes de prestígio como O Círculo do Poder, Expresso Para o Inferno e Tango & Cash estrelado por Sylvester Stallone. Na década de 90 voltou a Rússia onde lançou o remake de grande sucesso O Leão no Inverno que recebeu diversos prêmios incluindo um Globo de Ouro. Seu último filme, O Quebra-Nozes em 3D teve seu lançamento nos Estados Unidos em 24 de novembro de 2010. Andrey revelou que esse é o filme dos seus 'Sonhos' e que ele sempre desejou fazer um filme de fantasia sobre o musical Quebra-Nozes, apesar de ser seu grande sonho o filme foi um fracasso total de critica e bilheteira no site Rotten tomatoes a nota foi de 0%, ainda recebeu uma indicação a Framboesa de Ouro de pior uso de 3D, a bilheteira do filme foi apenas de 12 milhões no mundo inteiro, com um orçamento de 90 milhões se tornando então um dos maiores fracassos de bilheteria de todos os tempos.